# Idabukóc
Idabukóc (szlovákul: Bukovec) falu Szlovákiában, a Kassai kerület Kassa-környéki járásában.

## Fekvése
Kassától 8 km-re, nyugatra fekszik.

## Története
1347-ben „Bakolch” néven említik először. A kisidai Csurka család birtoka, majd 1401-től a királyé. 1427-ben Gecsei Sebestyéné, ezután 1491-től Kassa városáé. Temploma 1443 körül épült. 1553-ban hat portát számláltak a faluban. A 16. században szlovákok és németek lakták. A század közepén lakói reformátusok lettek. A 17. század végétől egyre inkább a szlovákok kerültek többségbe. 1773-ban Bukócot már szlovák faluként említik.
A 18. század végén Vályi András így ír róla: „BUKÓCZ. Bukovecz. Tót falu Abauj Vármegyében, birtokosa Báró Mesko Uraság, fekszik a’ Kassai járásban, e’ Várostól mint egy mértföldnyire, határja soványos, és legelője sints elég, piatza hasznos, harmadik Osztálybéli.”
Fényes Elek 1851-ben kiadott geográfiai szótárában így ír a faluról: „Bukócz, tót falu, Abauj vgyében, Kassához nyugotra 1 órányira: 443 kath., 7 zsidó lak. Nagy erdő. Fürészmalom. F. u. b. Meskó.”
Borovszky Samu monográfiasorozatának Abaúj-Torna vármegyét tárgyaló része szerint: „Baskán tul szállunk le nagy ereszkedéssel az Ida völgyébe; egészen alattunk látva Bukócz falut, melynek 57 háza és 388 tót lakosa, kath. temploma van. Postája Aranyidka. Bukócz határában hajdan nagyterjedelmü mesterséges halastó volt. Innentől fogva az Ida mellett visz az út a vármegye legmagasabb fekvésü községébe...”
A trianoni diktátumig Abaúj-Torna vármegye Kassai járásához tartozott, majd az új Csehszlovák államhoz csatolták. 1938 és 1945 között ismét Magyarország része.

## Népessége
| Év:            | 1994. | 2004.    | 2014. | 2024.   |
| -------------- | ----- | -------- | ----- | ------- |
| Emberek száma: | 594   | 700      | 805   | 881     |
| Eltérés:       |       | +17,84 % | +15 % | +9,44 % |

| Év:            | 2023. | 2024.   |
| -------------- | ----- | ------- |
| Emberek száma: | 856   | 881     |
| Eltérés:       |       | +2,92 % |

1910-ben 479 lakosából 428 szlovák és 10 magyar anyanyelvű volt.
1921-ben 478 lakosából 432 csehszlovák és 12 magyar volt.
1941-ben 603 lakosából 350 szlovák és 151 magyar volt.
1991-ben 626 lakoából 621 szlovák és 1 magyar volt.
2001-ben 694 lakosából 675 szlovák volt.
2011-ben 777 lakosából 749 szlovák volt.
2021-ben 851 lakosából 5 (+2) magyar, (+1) cigány, 1 (+6) ruszin, 11 (+1) egyéb, 812 (+2) szlovák és 22 ismeretlen nemzetiségű volt.

## Nevezetességei
- Szent Péter és Pál apostolok tiszteletére szentelt, római katolikus temploma a 15. században épült.